# 鳴海站
鳴海站（日语：／ Narumi eki */?）是位於愛知縣名古屋市綠區鳴海町向田，名古屋鐵道（名鐵）的名古屋本線車站。車站編號為NH27。主要為急行以下的列車停車。

## 歷史
此站曾經鄰近鳴海工廠，為日本車輛的工廠進行車輌維修作業。在東部地區設有駕駛培訓設施。在成為高架化前，以上設施已經遷移至豐明市豐明檢車區和岡崎市舞木檢査場負責。在遷移後剩下小規模的3條留置線。在高架化後在車站南邊只剩下上下行線之間的2條留置線。此外，在此站至左京山站之間的高架橋工程已經在此站高架化工程前已經部分完成。

### 年表
- 1917年（大正6年）5月8日 - 愛知電氣鐵道（日语：愛知電気鉄道）有松線（現時為名古屋本線的一部分）笠寺至有松裏（現時為有松）之間開通，此站啟用。
- 1930年（昭和5年）3月28日 - 新設鳴海車廠。由神宮前車廠的功能移設至此處[1]。
- 1935年（昭和10年）8月1日 - 名岐鐵道與愛知電氣鐵道合併，成為名古屋鐵道的車站。
- 1960年（昭和35年）9月10日 - 新設行人隧道[2]。
- 1970年（昭和45年）12月20日 - 新設上行待避線[3]，成為2面4線月台[4]。
- 1974年（昭和49年）9月17日 - 部分特急（座位特急除外）停此站。
- 1983年（昭和58年）7月29日 - 車站重建[5]。
- 1987年（昭和62年）5月 - 設置自動閘機[6]。
- 2004年（平成16年）
  - 7月25日 - 因應高架化工程開始，設置了臨設月台[7]。
  - 9月15日 - 車站可以使用交通儲值卡「Trans Pass（日语：トランパス (交通プリペイドカード)）」[8]。
- 2005年（平成17年）1月29日 - 實施時間表修正，西尾線直通特急不再停此站。特急班次中，只有上行1班列車停此站。
- 2006年（平成18年）11月25日 - 高架化工程完成。上下行線使用高架路段，高架車站開始營業。

連接鳴海站前第2種市街地再開發事業Revesta鳴海（鳴海站鄰近）的通道啟用，開始巴士總站翻新工程
- 2009年（平成21年）
  - 4月1日 - 新設鳴海南站前廣場（日语：鳴海駅前第2種市街地再開発事業）（土地來自臨時月台和巴士總站），名古屋市營巴士駛入車站。
  - 6月15日 - 名鐵巴士巴士站遷移至新巴士總站。Revesta鳴海（日语：鳴海駅前第2種市街地再開発事業#リベスタ鳴海）的連接通道啟用。
- 2011年（平成23年）2月11日 - 車站可以使用「manaca」IC卡。
- 2012年（平成24年）2月29日 - 交通儲值卡「Trans Pass」的服務終止，此站也不可使用其儲值卡。

## 車站構造
車站為設有2面4線島式月台的高架車站。在2006年11月25日已經高架化。4路軌中外側為本線，內側為待避線。此站的配線與岩倉站相似。
雖然車站過往已經安裝自動廣播系統，但是不時車站職員會進行廣播。
在高架化後的月台建設彎位上，特別是4號月台的列車在停車站會輕微傾斜。
閘口設於東西2處，在西出口經常設有車站職員當值。在前往各月台中設有升降機和電梯各1座。在東西閘外設有商店。
| 月台 | 路線       | 方向 | 目的地               | 備註   |
| ---- | ---------- | ---- | -------------------- | ------ |
| 1    | 名古屋本線 | 下行 | 金站、名鐵名古屋方向 | 本線   |
| 2    | 名古屋本線 | 下行 | 金站、名鐵名古屋方向 | 待避線 |
| 3    | 名古屋本線 | 上行 | 東岡崎、豐橋方向     | 待避線 |
| 4    | 名古屋本線 | 上行 | 東岡崎、豐橋方向     | 本線   |

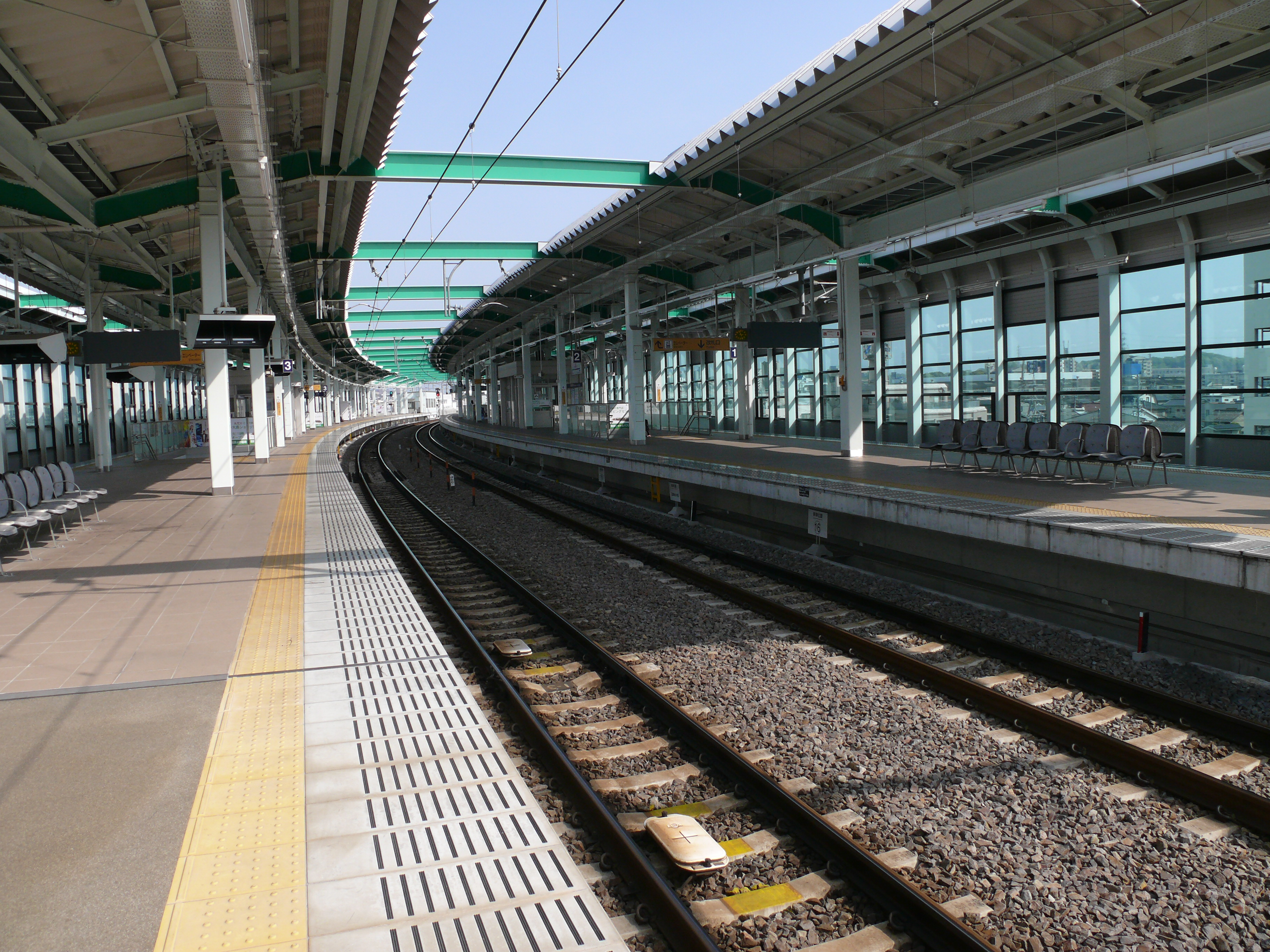
月台
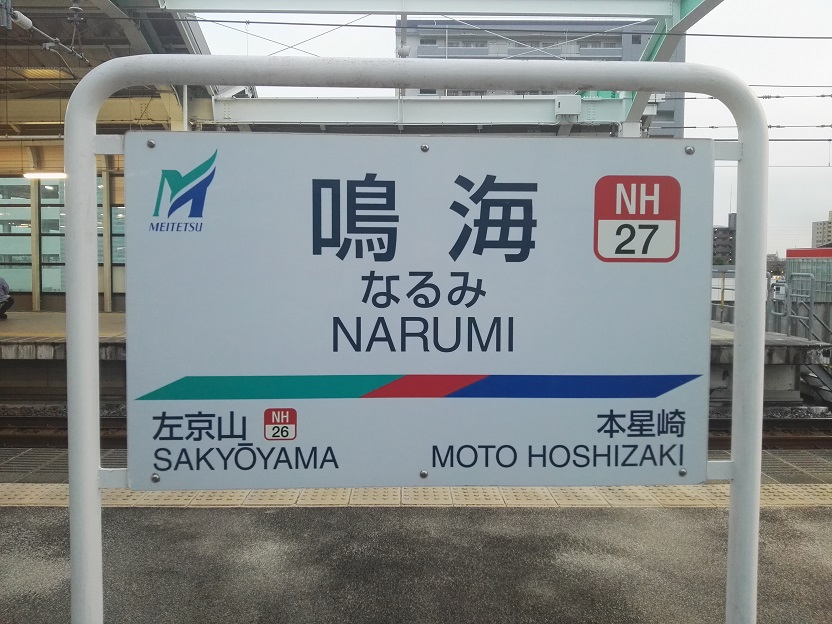
站名牌
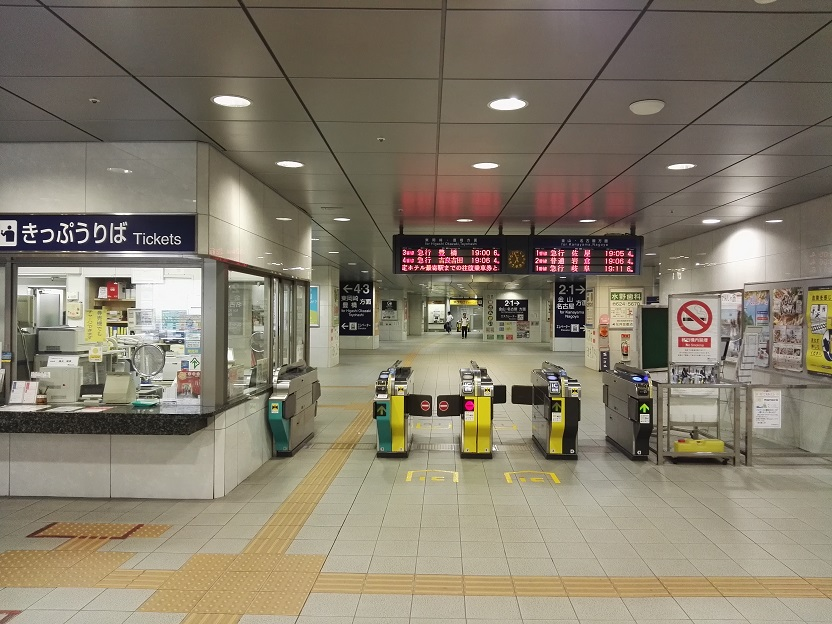
閘口

### 配線圖
| ← 東岡崎、 豐橋方向 | 名古屋鐵道 鳴海站 站內配線略圖 | → 名古屋、 岐阜方向 |
| 图例 参考文献：     |                                |                     |

## 時間表
此站為急行的列車停站，另外在平日早上設有3班往豐橋的特急（部分特別車）停此站（6:45出發，7:04出發，8:15出發。除了8:15外停伊奈站）。6:45出發和7:04出發的班次是從急行升級至特急，8:15出發的班次是從往東岡崎的全車一般車特急升級至成（從新岐阜站（現時為名鐵岐阜站）出發）。
另外，2005年前西尾線直通特急（全車特別車）停此站（同時此站可轉乘普通）。在時間表修正以後，至2008年降級前，所有特急通過此站。在特急通過時期此站的停站列車中，上下行1班至，上下行各每小時設有11班。在2008年6月修正後西尾線直通特急降級為快速急行（現時為急行），此站的停站列車中，回複上下行各毎小時12班。
在日間，下行線中設有多班急行與普通的緩急接續，包括毎小時2班從豐川稻荷前往一宮的急行列車與往犬山的普通列車，毎小時2班前往佐屋（平日日間為前往彌富）的急行列車與前往岩倉普通列車。另一方面，上行線毎小時2班前往吉良吉田的急行列車與前往東岡崎普通可進行緩急接續（前往吉良吉田的急行列車於豐明站與前往東岡崎的普通列車。於知立站與前往岡崎、豐橋方向的特急列車進行轉乘）。上行沒有緩急接續（改在前後站進行）。另一方面，毎小時設有2班前往豐橋的急行列車在此站等待前往豐橋的快速特急列車追越，毎小時2班前往豐川稻荷急行列車在此站等待前往豐橋的特急列車追越。
在2003年前，於黃昏時段設有列車在此站改變類別（東岡崎站→豐明站→普通→此站→急行（部分停本笠寺站）→神宮前站→急行或普通→岩倉站或犬山站）。現時沒有列車在此站改變類別。此外，在1990年前，部分高速列車會停此站。
只限早上和深夜，設有列車在此站為起點或終點站。在站內設有2條留置線。也設有列車於此站結併或分離車廂，在日間的留置線多用作車輛待命。

## 使用狀況
- 在中提及在2013年度，當時1日平均上下車人次為18,148人，為名鐵所有車站（275站）排名第21，名古屋本線（60站）中排名第12[13]。
- 在中提及在1992年度，當時1日平均上下車人次為29,752人，為除岐阜市內線均一車費區間內各站（岐阜市內線、田神線、美濃町線徹明町站至琴塚站之間）外名鐵所有車站（342站）中排名第13，名古屋本線（61站）排名第10[14]。
- 在中提及在1981年度，當時1日平均上下車人次為25,856人，為名鐵所有車站中排名第13[15]。
- 在中提及在1960年度，當時1日平均上下車人次為14,241人，在1963年度升至24,493人[16]。
- 根據《名古屋市統計年鑑》，在2015年度1日平均乘車人次為9,183人。以下為近年1日平均乘車人次的列表[17]

| 年度   | 1日平均 乘車人次 |
| ------ | ---------------- |
| 2000年 | 9,247            |
| 2001年 | 9,018            |
| 2002年 | 8,635            |
| 2003年 | 8,513            |
| 2004年 | 8,163            |
| 2005年 | 8,640            |
| 2006年 | 8,740            |
| 2007年 | 8,945            |
| 2008年 | 9,366            |
| 2009年 | 9,059            |
| 2010年 | 9,147            |
| 2011年 | 8,728            |
| 2012年 | 8,728            |
| 2013年 | 8,998            |
| 2014年 | 8,995            |
| 2015年 | 9,183            |
| 2016年 | 9,293            |
| 2017年 | 9,472            |

## 車站周邊
- 名古屋市立鳴海小學（日语：名古屋市立鳴海小学校）
- 成海神社（日语：成海神社）

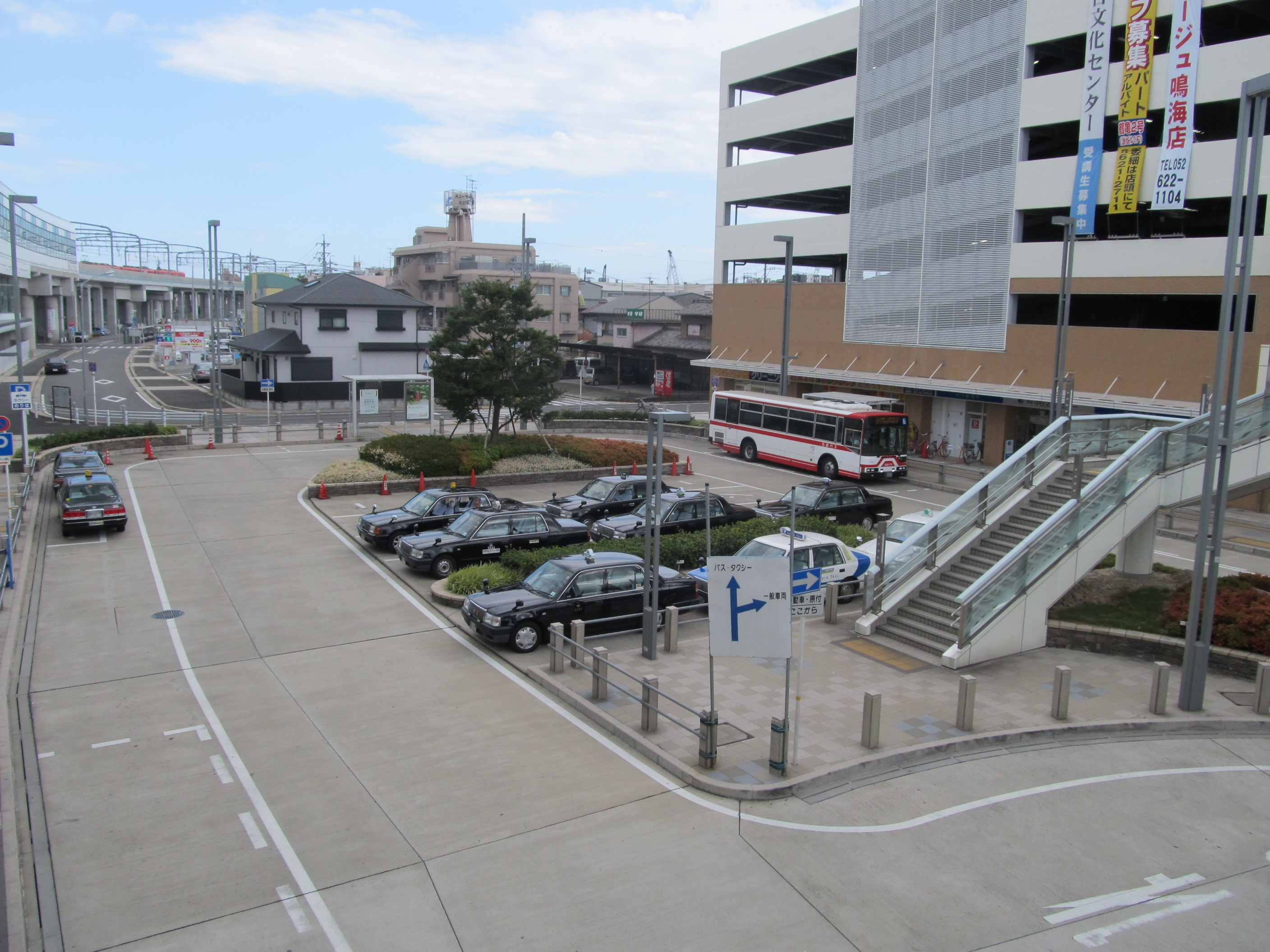
車站前

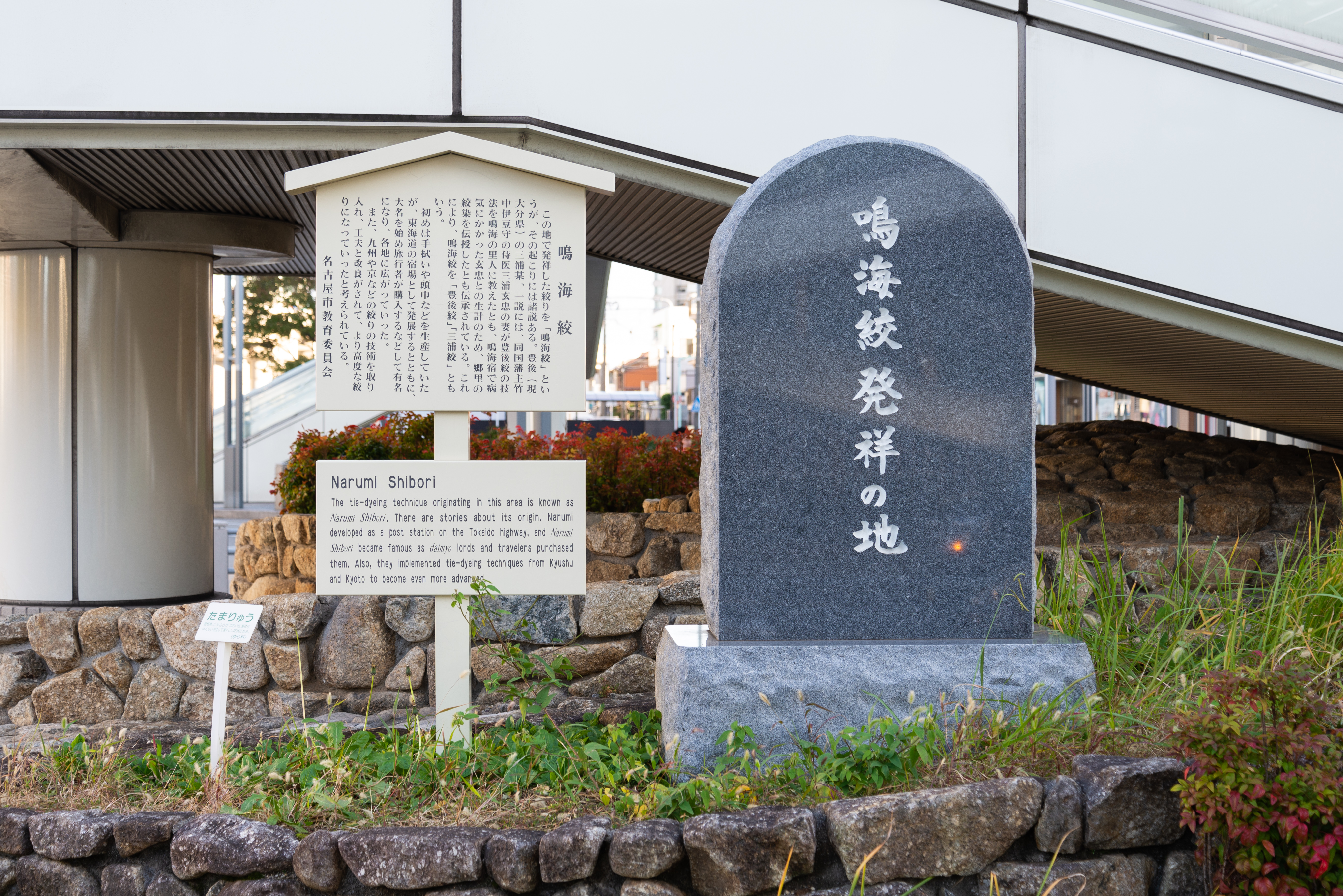
車站前設置的鳴海絞發祥地的石碑

- 綠生涯學習中心（※在名古屋市合併前，為舊愛知郡鳴海町（日语：鳴海町）政廳）
- 愛知縣道242號鳴海停車場線（日语：愛知県道242号鳴海停車場線）
- 舊東海道（愛知縣道222號綠瑞穗線（日语：愛知県道222号緑瑞穂線））
- 愛知縣道221號岩崎名古屋線（日语：愛知県道221号岩崎名古屋線）
- 國道1號
- NARUPARK（日语：なるぱーく）（設有平和堂、Joshin等商店）
- 名古屋鳴海郵局
- Revesta鳴海（日语：鳴海駅前第2種市街地再開発事業#リベスタ鳴海）
- 三重銀行（日语：三重銀行）鳴海分店
- 三菱日聯銀行鳴海分店
- 碧海信用金庫（日语：碧海信用金庫）鳴海分店
- 日本車輛製造鳴海製作所
- 東海駕駛學校（日语：東海自動車学校）
- 名鐵駕駛學校（日语：名鉄自動車学校）（※前鳴海球場（日语：鳴海球場）遺址）
- 鳴海記念診療所
- Hello Work Plaza鳴海
- 扇川（日语：扇川）
- 瀨戶信用金庫（日语：瀬戸信用金庫）鳴海分店
- Yamadai（日语：ヤマダイ (スーパーマーケット)） Verde鳴海站前店（在車站高架橋下）

## 巴士路線
名鐵巴士和名古屋市營巴士於2009年4月落成，位於車站南邊的鳴海南站前廣場內的巴士總站出發。新設的巴士總站設有行人天橋（2009年6月完成）連接鄰近的Revesta鳴海。名鐵巴士和名古屋市營巴士的巴士站分別在2處不同場所。
名鐵巴士「鳴海站」巴士站
- 經池上、鳴子綠丘往平針駕駛考試中心（日语：愛知県運転免許試験場），經池上往鳴子綠丘（1號月台）
  - 在過去不是前往平針駕駛考試中心，而是前往地下鐵原。
- 經綠市民醫院、瀧之水口往神澤中學（2號月台）
- 經大高綠地西往AEON Mall大高（日语：イオンモール大高）（2號月台）
  - 若在AEON Mall大高購買滿指定金額，可免費得到回程往鳴海站的巴士車票。
  - 2016年10月1日起新設大高綠地西巴士站。在當日起不會再由鳴海站直達AEON Mall大高。
  - 2018年4月起鳴海站前巴士站改名為鳴海站巴士站。

名古屋市營巴士「名鐵鳴海」巴士站
- 新瑞12（日语：名古屋市営バス緑営業所#新瑞12号系統）：往新瑞橋、地下鐵德重（往地下鐵德重：1號月台，往新瑞橋：2號月台）
- 鳴海11（日语：名古屋市営バス鳴尾営業所#鳴海11号系統）：往南大高站（右回，左回）（左回：1號月台，右回：2號月台）
- 鳴子15（日语：名古屋市営バス鳴尾営業所#鳴子15号系統）：往地下鐵鳴子北、鳴尾車廠（往地下鐵鳴子北行：1號月台，鳴尾車廠行：2號月台）
- 有松12（日语：名古屋市営バス鳴尾営業所#有松12号系統）：往有松町口無池、大高站（往有松町口無池：1號月台，往大高站：2號月台）
  - 在星期六和假日設有別名為「Midorichi號」的服務。

「鳴海榮町」巴士站
- 在車站南邊250米的國道1號上設有名古屋市營巴士「鳴海榮町」巴士站，設有有松12系統（本線：有松町口無池－鳴海榮町－要町）。另外在2009年12月18日起，設有往東京方向的高速夜行巴士新宿夢三河・名古屋號（日语：ドリームなごや号）（上行只可乘車、下行只可下車）。

## 相鄰車站
名古屋鐵道
 名古屋本線
□快速特急、■特急
通過
■特急（只限上行部分班次停車）
知立（NH19）－鳴海（NH27）－神宮前（NH33）
■急行
前後（NH23）－（部分加停中京競馬場前（NH24）和有松（NH25））－鳴海（NH27）－堀田（NH32）
■準急
有松（NH25）－（部分加停左京山（NH26））－鳴海（NH27）－（部分加停本笠寺（NH29））－堀田（NH32）
■普通
左京山（NH26）－鳴海（NH27）－本星崎（NH28）

## 外部連結
- 鳴海 - 名古屋鐵道